# راشيل زوكر
راشيل زوكر (بالإنجليزية: Rachel Zucker)‏ (1971)؛ كاتِبة وشاعرة أمريكية.